# Milva
Milva, pseudonimo di Maria Ilva Biolcati (Goro, 17 luglio 1939 – Milano, 23 aprile 2021), è stata una cantante e attrice italiana.
Considerata tra le maggiori interpreti della musica leggera italiana, dotata di una voce da contralto molto duttile, capace di sonorità timbriche peculiari, nonché di un solido vibrato e di un melisma preciso e personale, era soprannominata la Pantera di Goro; fu una delle protagoniste della musica italiana negli anni sessanta e settanta, assieme a Ornella Vanoni, Patty Pravo, Dalida, Mia Martini, Mina, Iva Zanicchi, Orietta Berti, Caterina Caselli e Rita Pavone.
Molto popolare anche in Germania, si è esibita nei maggiori palcoscenici del mondo: dalla Scala al Piccolo Teatro di Milano, dallo Châtelet all'Opéra di Parigi, dallo Schauspielhaus di Zurigo alla Konzerthaus di Berlino, dal Concertgebouw di Amsterdam alla Suntory Hall a Tokyo, fino alla Carnegie Hall a New York e al Teatro Colon di Buenos Aires. In totale, ha venduto oltre 80 milioni di dischi in tutto il mondo. A oggi detiene il primato di artista italiana con il maggior numero di album realizzati: ben 173 tra album in studio, album dal vivo e raccolte, di cui 39 per il solo mercato italiano e 126 singoli. Il suo repertorio spazia fra generi diversi: infatti, è una delle poche cantanti italiane ad aver lavorato sia nel mondo della musica leggera sia nell'impegnato teatro di Brecht e Strehler. La sua carriera artistica è stata ufficialmente riconosciuta dalle Repubbliche italiana, francese e tedesca, che le hanno conferito alcune tra le più alte onorificenze.
Per il colore dei suoi capelli era anche nota come La Rossa (titolo di una canzone scritta per lei da Enzo Jannacci, al quale dedicò l'omonimo album La Rossa del 1980); il colore caratterizzava anche la sua fede politica di sinistra, rivendicata in numerose occasioni. Fra i numerosi successi di Milva si ricordano: Milord (cover italiana dell'omonima canzone di Édith Piaf, alla quale la cantante dedicò un intero LP); La filanda, cover del brano É ou não é della cantante di fado Amália Rodrigues; Alexander Platz, di Franco Battiato, Giusto Pio e Alfredo Cohen; Canzone, di Don Backy e Da troppo tempo, pubblicata anche in Giappone.

## Biografia

### Gli inizi negli anni sessanta
Maria Ilva Biolcati nacque a Goro, in provincia di Ferrara, il 17 luglio 1939, da Pescariello Biolcati, commerciante di pesce noto come "Mimì", e Noemi Farinelli, sarta. Era la figlia più giovane di tre figli. Cresciuta in un contesto umile nella zona del Delta del Po, fin da giovane mostrò un forte interesse per la musica e il canto, partecipando a spettacoli locali e ricevendo una formazione musicale da autodidatta, prima di accedere a corsi più strutturati.
Adottò il nome d’arte Milva unendo le prime lettere del proprio nome (MIlva da Maria Ilva), su suggerimento dei primi collaboratori artistici. Il nome, facilmente riconoscibile e internazionale, le fu utile nel lanciare la propria carriera in Italia e all’estero, soprattutto in Germania e in Francia 
Inizia giovanissima a cantare nelle balere del basso ferrarese con il nome d'arte Sabrina, e lì viene notata per la sua grinta e la sua straordinaria voce. La prima incisione è un EP per la Republic, pubblicato nel 1958 come Milva Biolcati. Dopo aver trionfato in un concorso di voci nuove della Rai nel 1959, arrivando prima su ben 7 600 partecipanti con le canzoni Acque amare di Carla Boni e Dicembre m'ha portato una canzone di Nilla Pizzi, comincia a incidere per la Cetra, la casa discografica di Stato, partecipando al Festival di Sanremo 1961, nel quale arriva terza con Il mare nel cassetto. A giugno dello stesso anno partecipa alla manifestazione canora napoletana Giugno della Canzone Napoletana, in cui vince il primo premio con Credere, in coppia con Nunzio Gallo, e il secondo premio con Mare verde, in coppia con Mario Trevi.

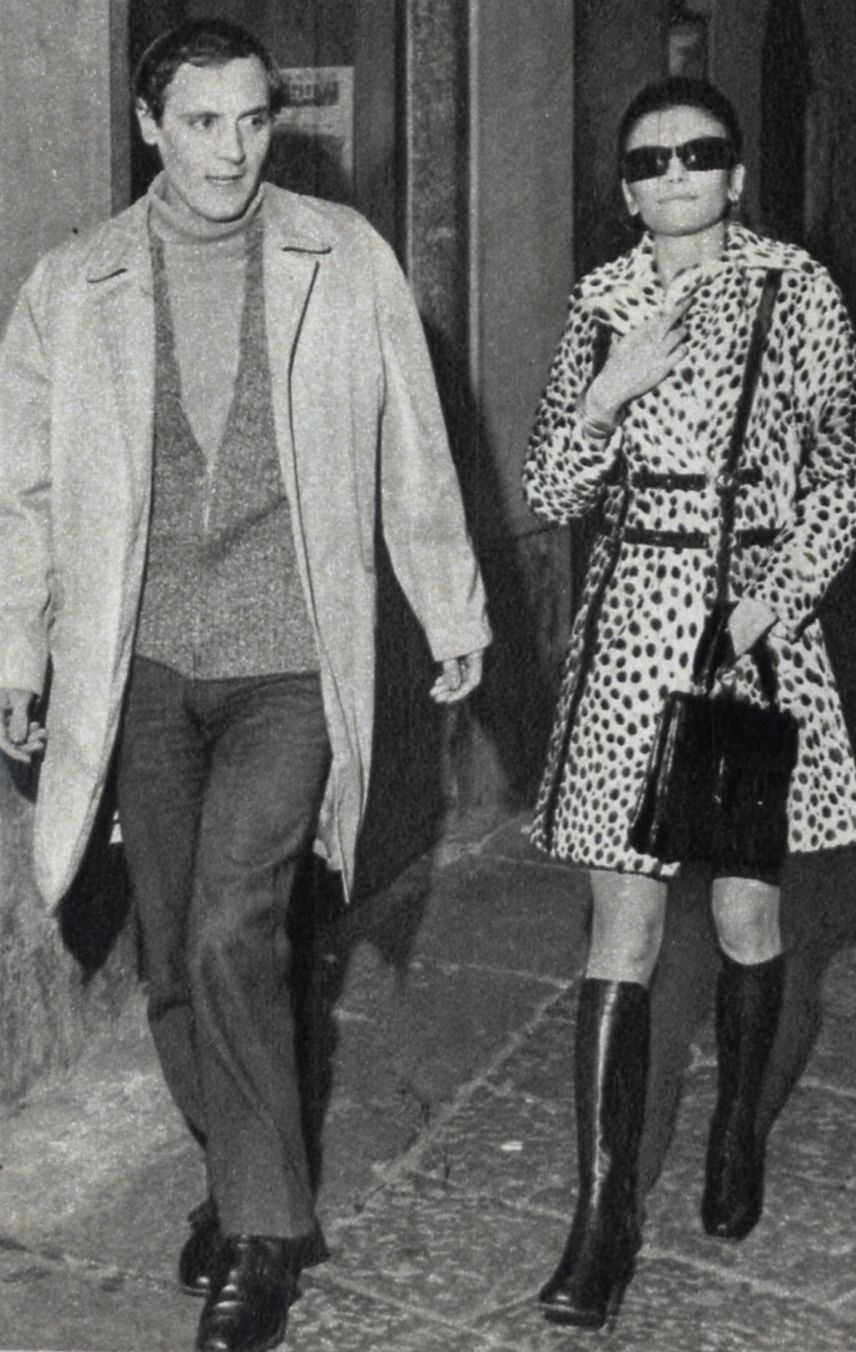
Milva e Mario Piave nel gennaio 1970, agli inizi della loro relazione

L'anno dopo è seconda con Tango italiano, che arriva in prima posizione nella classifica dei 45 giri. In questo periodo sono tantissimi i 45 giri incisi, tra i quali si ricordano due successi come Flamenco Rock (1960) e Blue spanish eyes (1966). Milva conquista immediatamente un'enorme popolarità, e per la linea melodica e tradizionale che caratterizza le sue canzoni, viene fin dall'inizio contrapposta dalla stampa a quella che per molti anni verrà identificata come la sua storica rivale, e cioè Mina. La rivalità, in realtà, non è mai esistita ed è stata più volte smentita dalla stessa Milva.
Nel 1961 sposa il regista Maurizio Corgnati (1º agosto 1917-30 marzo 1992) e nel 1963 avranno una figlia, Martina Corgnati, curatrice e critica d'arte. Milva ha definito Corgnati l'uomo più importante della sua vita anche se è stata lei a lasciarlo nel 1969. Milva viene a contatto attraverso il marito, con una dimensione culturale che le permetterà una progressiva e rilevante evoluzione artistica. Nel tempo avrà una relazione sentimentale con l'attore Mario Piave, in seguito con il paroliere Massimo Gallerani e poi con l'attore e doppiatore Luigi Pistilli, anche lui considerato uno dei migliori interpreti delle opere di Bertolt Brecht.
Dopo la sua partecipazione al Festival di Sanremo 1962, dove presenta Tango italiano (2º posto) e Stanotte al luna park, Bruno Coquatrix, storico patron dell'Olympia di Parigi, la chiama per un eccezionale esordio oltralpe. Verso la metà del decennio si avvicina a un repertorio più ricercato, attraverso gli LP Le canzoni del Tabarin - Canzoni da cortile (1963) e Canti della libertà (1965), dove incide la prima versione di Bella ciao, una delle sue più famose interpretazioni, che alcuni anni dopo Milva riproporrà in una puntata di Canzonissima.
Nel Festival di Sanremo del 1968 si classifica al terzo posto in coppia con Adriano Celentano con Canzone, brano al centro di una celebre diatriba tra il molleggiato e il suo autore, Don Backy, e dedica un intero album al Tango.
Nel 1969 recita il ruolo della prostituta in quello che è il suo primo ruolo brillante nel musical di Garinei e Giovannini Angeli in bandiera, al fianco di Gino Bramieri; nello stesso anno incide Aveva un cuore grande, altro suo successo.

### La recitazione in teatro e il successo

Milva alla Bussoladomani a Lido di Camaiore

Ma soprattutto si avvicina alla recitazione lavorando nel teatro leggero con Gino Bramieri e David Riondino, per poi passare a Giorgio Strehler, figura-chiave per la crescita artistica di Milva, la quale diviene in pochi anni una delle più importanti attrici teatrali italiane. In particolare, si specializza nella rappresentazione del repertorio brechtiano, diventandone la maggiore interprete italiana, nonché una delle più apprezzate in assoluto in ambito internazionale. Alle canzoni di Bertolt Brecht Milva ha dedicato ben quattro progetti discografici e innumerevoli recital teatrali (i famosi Milva canta Brecht). Famosissima la sua interpretazione di Jenny dei Pirati nell'allestimento de L'opera da tre soldi (1973). Parallelamente continua la sua carriera come cantante attraverso l'incisione di importanti album, ai quali collaborano Ennio Morricone (che la omaggia con un intero LP, Dedicato a Milva da Ennio Morricone), Francis Lai, Mikīs Theodōrakīs, fino a Vangelis, Enzo Jannacci e Franco Battiato (siamo già negli anni ottanta).

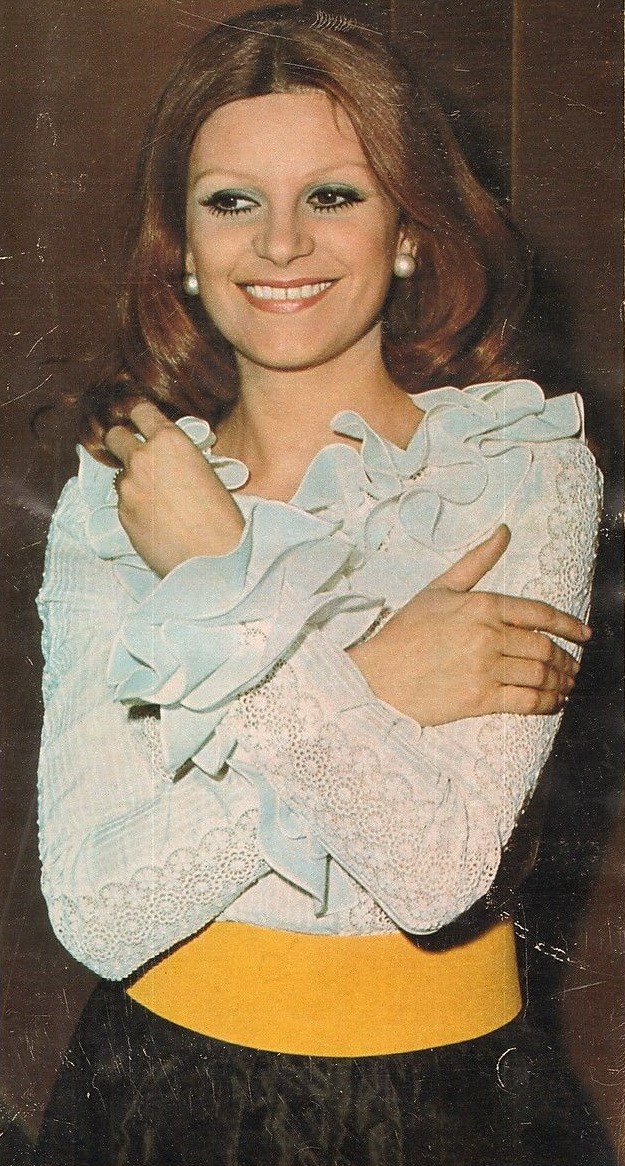
Milva nel 1972

Come cantante, Milva sembra proporsi al pubblico sotto due aspetti fondamentali: uno, più tradizionale, che comprende la pubblicazione di numerosissimi singoli di tipo abbastanza convenzionale e il relativo presenzialismo televisivo attraverso la partecipazione a popolarissime gare canore. L'altro, quello più impegnato, vede la riproposizione di un repertorio colto, importante, secondo un accordo con la casa discografica Ricordi (dove incide dal 1966 al 1993), grazie alla quale Milva può permettersi la pubblicazione di lavori di grande spessore, impegnandosi però a presentarsi annualmente al Festival di Sanremo e a lavorare parallelamente su una produzione più popolare. Nella prima metà degli anni settanta escono, dunque, i suoi primi due LP dedicati al mondo brechtiano e curati da Giorgio Strehler: Milva canta Brecht (1971) e Brecht (1975), quest'ultimo registrato dal vivo al teatro Metastasio di Prato. Sempre nel 1975 esce l'LP Libertà, dieci anni dopo Canti della libertà, col quale Milva aveva coraggiosamente dato una svolta alla propria carriera senza per altro voler sfuggire a una ben precisa connotazione politica.
Ma sono questi gli anni anche dei grandi successi commerciali di brani come La filanda, Mediterraneo, E per colpa tua, Da troppo tempo, Fine settimana e molti altri.
Nel 1977 pubblica l'album Milva, che si avvale della collaborazione di Cristiano Malgioglio e Corrado Castellari, e che contiene una versione in italiano per opera di Luigi Albertelli di Non piangere più Argentina, celebre brano tratto dal musical Evita. Alcuni brani dell'album sono eseguiti dal vivo dalla cantante, accompagnata dalla grande orchestra, nel programma diffuso da Rai 2 Auditorio A.
Nel 1978 è in teatro con ben due spettacoli: Diario dell'assassinata, per la regia di Gino Negri e Orfeo all'inferno, per la regia di Vito Molinari.
Nel 1979 pubblica l'album La mia età che si avvale di canzoni scritte dal compositore greco Mikīs Theodōrakīs e delle prestigiose firme di poeti greci tra i più importanti del Novecento come Giorgos Seferis, Premio Nobel per la letteratura nel 1963, Tasos Livaditis, poeta greco di estrema sinistra, considerato tra i più eccezionali della sua generazione, Manos Eleutheriou e Iakovos Kambanellis.
Nello stesso anno è nuovamente in teatro con lo spettacolo Canzoni tra le due guerre, per la regia di Filippo Crivelli, immortalato anche in un album registrato dal vivo e nel recital Io, B.B.
Dal 1973 al 1980, sotto la guida dell'impresario Elio Gigante, realizza molte tournée internazionali, che la portano al grande successo discografico in Francia e soprattutto Germania, dove vince numerosi dischi di platino, grazie anche all'incisione di molti suoi lavori in lingua tedesca.

### Anni ottanta: l'incontro con Battiato e Pio

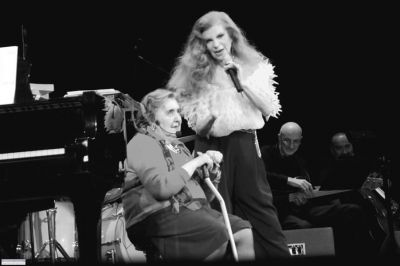
La poetessa Alda Merini e Milva durante la serata al Teatro Strehler di Milano del 2004

Dagli anni ottanta in poi, il suo curriculum si arricchisce considerevolmente, grazie ad altre prestigiose collaborazioni, che ne esaltano le capacità artistiche: Luciano Berio (del quale interpreta il Primo cantastorie nella prima assoluta di La vera storia al Teatro alla Scala di Milano diretta dal compositore con Mariana Nicolesco, Oslavio Di Credico e gli Swingle Singers nel 1982, Une Chanteuse ne La vera storia diretta da Sylvain Cambreling con Antonio Savastano all'Opéra National de Paris nel 1985) e al Teatro Comunale di Firenze diretta da Berio nel 1986; Astor Piazzolla, che la elegge come sua interprete favorita e le dedica l'opera da lei interpretata Maria de Buenos Aires e poi, ancora, con gli scrittori Umberto Eco, Andrea Zanzotto ed Emilio Villa. Sempre nel 1986 è Spelunken-Jenny in Die Dreigroschenoper al Théâtre du Châtelet di Parigi per la regia di Giorgio Strehler.
Nel 1980 è protagonista del varietà in tre puntate Palcoscenico, diretta da Antonello Falqui, affiancata da Oreste Lionello, sorta di embrione di quello che sarà tre anni dopo Al Paradise, prima edizione dello show di successo accanto a Oreste Lionello e Heather Parisi. Nello stesso anno pubblica La Rossa, un album interamente prodotto da Enzo Jannacci, acclamato dalla critica. Proprio in queste due trasmissioni Milva dà due interpretazioni de La Rossa, canzone che da il titolo all'album. Proprio in Palcoscenico il 27 dicembre 1980, Milva fa un'interpretazione della canzone che resta tra le sue più indimenticabili. La cantante in abito nero, emana tutta la sua sensualità e il suo erotismo.
Nel 1981 inizia il sodalizio con Franco Battiato con quello che è il più grande successo commerciale della cantante, Milva e dintorni, il primo di tre album realizzati con Franco Battiato e Giusto Pio. Il brano affidato alla promozione radiofonica è Alexander Platz, dalle atmosfere fassbinderiane e che rappresenta, a oggi, uno dei brani più celebri dell'artista. Milva ne fece un vero e proprio cavallo di battaglia, riproposto nei concerti e reinciso in varie raccolte in Italia, Germania e Giappone, come Wieder mal, In Concert, Milva, Mein Weg (Stationen einer Karriere 1977-1998), Die ultimative Chart Show. Divenne inoltre la title track della versione francese dell'album, Milva Alexander Platz, e fu anche inciso in tedesco, con il titolo Menschen an der Macht.
Nel 1983 prende parte al varietà televisivo Al Paradise, rivelando doti di intrattenitrice televisiva al fianco di Heather Parisi e Oreste Lionello, nello stesso periodo pubblica l'album Identikit, che vanta tra gli autori Antonello Venditti, Riccardo Cocciante, Paolo Conte e Bruno Lauzi. La cantante promuove il disco con i brani Eva dagli occhi di gatto, scritta da Venditti, e Dicono di me, che la cantante esegue in molte trasmissioni televisive dell'epoca, pur non pubblicandoli su alcun 45 giri. L'album viene promosso anche da uno special televisivo dal titolo Dicono di me...Milva trasmesso da Rai 2 nel 1984. 
Nel settembre 1984, Milva si esibì alle Bouffes du Nord di Parigi con lo spettacolo El Tango condividendo il palco con Astor Piazzolla, che aveva composto le musiche e gli arrangiamenti. Dallo spettacolo diretto da Filippo Crivelli, che comprendeva undici canzoni cantate da lei e otto brani strumentali eseguiti da Piazzolla, fu tratto l'album Milva and Astor Piazzolla – Live At The Bouffes Du Nord, pubblicato l'anno dopo.
Nel 1985 Milva compì una svolta musicale, incidendo il singolo italo disco Marinero, incluso nell'album Corpo a corpo sempre con sonorità più elettroniche. Il singolo ottiene un buon successo anche all'estero. L'album è prodotto e arrangiato da Giancarlo Bigazzi, Totò Savio e Raf, e porta le firme di Gianna Albini, Paolo Amerigo Cassella e Steve Piccolo. Anche in questo caso Milva sceglie per la promozione alcuni brani del disco da eseguire in TV ma senza pubblicarli su 45 giri: Amo chi siamo, Il film della mia vita (versione in italiano del brano Shadow dancing di Betty Vittori) e una cover di Nel silenzio splende, incisa l'anno prima da Gianni Morandi.
Nel 1986 pubblicò l'album Tra due sogni, prodotto da Vangelis e promosso dal singolo Canto a Lloret. Anche questa è una delle sue interpretazioni memorabili ed epiche fatta in numerose trasmissioni televisive in maniera magistrale. Qui sono inconfondibili la gestualità e teatralità tipiche dell'artista.
Nel 1988 pubblicò la raccolta Milva promossa dai brani inediti Gente, Vento di mezzanotte e Rapsodie gitane, quest'ultima sigla finale della trasmissione di Rai 1 Di che vizio sei? alla quale la cantante prende parte. Tutti e tre i brani sono firmati da Massimo Bubola.
Nel 1989 fu pubblicato il secondo album prodotto da Franco Battiato: Svegliando l'amante che dorme. Il disco riscosse un ottimo successo e fu pubblicato, oltre che in Italia, anche in Germania, col titolo Eine erfundene Geschichte, Giappone, Spagna col titolo Una historia inventada. Fu proprio Una storia inventata, brano d'apertura dell'album, intenso e malinconico, a riportare l'interprete alla ribalta nella musica leggera, rappresentando il secondo grande successo firmato Battiato/Pio.

### Anni novanta
Nel 1990 partecipa al Festival di Sanremo con il brano Sono felice, e nel 1993 con il brano Uomini Addosso, non riuscendo, inaspettatamente (visto il grande consenso di pubblico), ad accedere alla finale.
Nel 1993 è il principe Orlofsky ne Il pipistrello, diretta da Peter Maag con Karen Huffstodt, Armando Ariostini, Valeria Esposito, Michael Aspinall e Tuccio Musumeci al Teatro Massimo Vincenzo Bellini di Catania. Alla prima rappresentazione sono ospiti d'onore il soprano Cecilia Gasdia, il baritono Leo Nucci e il basso Ruggero Raimondi. In questi anni Milva torna assiduamente a lavorare in teatro, diretta da registi quali Giancarlo Sepe, Terence Rattigan, Marcello Panni, Mario Missiroli e per l'ultima regia di Giorgio Strehler prima della sua scomparsa nello spettacolo Non sempre splende la luna - Milva canta un nuovo Brecht.
In questi anni le incisioni discografiche sono tra le più variegate, dall'album Volpe d'amore, in collaborazione col poeta e politico greco Thanos Mikroutsikos, Mia bella Napoli dedicato alla canzone napoletana, fino al tango argentino di Astor Piazzolla omaggiato nell'album El Tango De Astor Piazzolla, passando per la canzone francese degli album La chanson française e Café Chantant e la collaborazione col musicista giapponese Shinji Tanimura nell'album Fammi luce - Milva ha incontrato Shinji.
Nel 1999 realizza in duetto con Al Bano una nuova versione della canzone Io di notte conosciuta in Germania anche con il titolo Zuviele Nächte ohne dich.

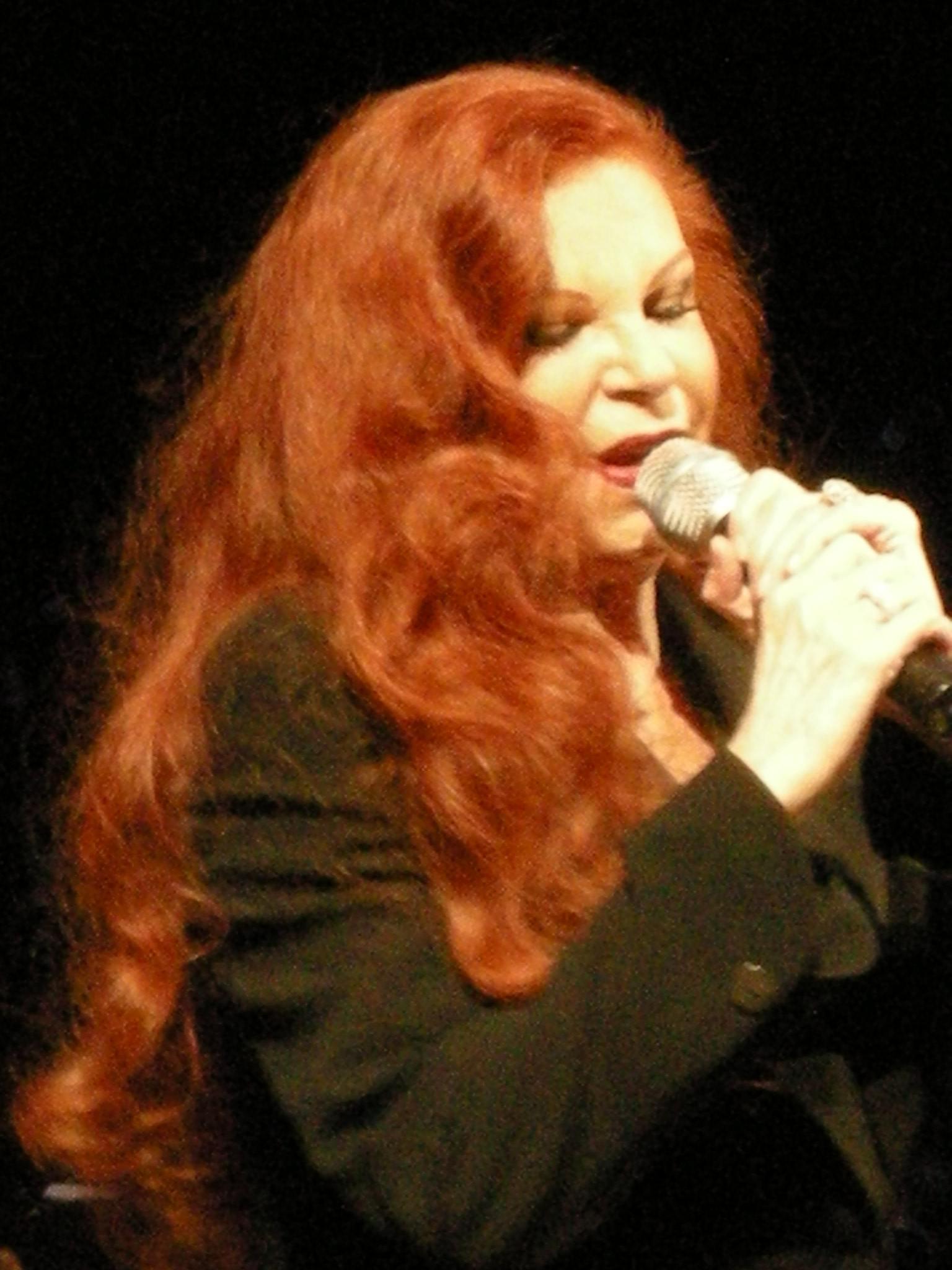
Milva si esibisce a Pistoia nel 2009

### Gli ultimi progetti e il ritiro dalle scene
Nel 2004 collabora con Alda Merini realizzando un intero album con le liriche della grande poetessa, musicate da Giovanni Nuti.
L'ultima partecipazione di Milva al festival sanremese avviene nel 2007, con la canzone The Show Must Go On di Giorgio Faletti che collabora anche all'album In territorio nemico.
Insignita l'anno precedente del titolo di Cavaliere della Legion d'Onore, nel 2010, dopo cinquantun anni di carriera, pubblica il terzo album scritto e prodotto per lei da Franco Battiato (dopo Milva e dintorni del 1982 e Svegliando l'amante che dorme del 1989), intitolato Non conosco nessun Patrizio e balzato immediatamente nella top 20 dei dischi più venduti in Italia. Con questo album l'artista annuncia il suo addio alle scene, almeno per quanto riguarda le esibizioni dal vivo, dopo mezzo secolo di palcoscenico vissuto in tutto il mondo.
Con queste parole Milva spiega le ragioni della propria scelta: «Ritengo che proprio questa speciale combinazione di capacità, versatilità e passione sia stato il mio dono più prezioso e memorabile al pubblico e alla musica che ho interpretato e per quello voglio essere ricordata. Oggi questa magica e difficile combinazione forse non mi è più accessibile: per questo, dato qualche sbalzo di pressione, una sciatalgia a volte assai dolorosa, qualche affanno metabolico; e, soprattutto, dati gli inevitabili veli che l'età dispiega sia sulle corde vocali sia sulla prontezza di riflessi, l'energia e la capacità di resistenza e di fatica, ho deciso di abbandonare definitivamente le scene e fare un passo indietro in direzione della sala d'incisione, da dove posso continuare ad offrire ancora un contributo pregevole e sofisticato».
Il 31 ottobre 2010 rilascia la sua ultima intervista televisiva a L'arena di Massimo Giletti. Tra l'inverno e la primavera del 2011, malgrado l'annuncio di un addio all'attività dal vivo, Milva ritorna in teatro nello spettacolo, già portato in scena dal 2008, La variante di Lüneburg, tratto dal libro di Paolo Maurensig con musiche di Valter Sivilotti. Dopo poche altre apparizioni (anche televisive) in giro per l'Europa, l'artista abbandona definitivamente le scene a partire dal 2013.
Nell'ambito del Festival di Sanremo 2018 le è stato assegnato il "Premio alla carriera", ritirato dalla figlia Martina Corgnati. L'idea del premio è stata lanciata da Cristiano Malgioglio e rilanciata sul web da All Music Italia e dal suo direttore Massimiliano Longo, prima con l'hashtag #PremioCarrieraMilva e poi con una petizione che ha raggiunto quasi 5 000 sottoscrizioni.
Il 16 luglio 2019, in occasione dei suoi 80 anni, la cantante rilascia la sua ultima intervista al Corriere della Sera, in cui racconta le proprie giornate nella sua casa milanese di via Serbelloni accudita dalla figlia Martina e dalla sua assistente Edith Meier.
Nel maggio 2020 Milva fa la sua ultima apparizione sulle scene, con un cameo nella chiusura del videoclip della canzone Domani è primavera di Dario Gay, incisione fatta dallo stesso in collaborazione con altri artisti.

### La morte
Affetta sin dal 2009 da una malattia neurodegenerativa, Milva è morta il 23 aprile 2021, all'età di 81 anni, nella sua casa di via Serbelloni a Milano. La camera ardente fu allestita nel foyer del Piccolo Teatro Strehler a Milano; il funerale è stato celebrato in forma privata. Riposa nel cimitero di Blevio, sul lago di Como.

## Archivio Milva
Nel 2022 è stata formalizzata la donazione all'Università di Bologna del lascito di Milva da parte della figlia, Martina Corgnati. I materiali sono stati depositati alla Biblioteca delle Arti – sezione di Musica e Spettacolo, nella sede di Palazzo Marescotti.
La collezione posseduta dalla Biblioteca delle Arti documenta riccamente la produzione musicale e teatrale, performativa e discografica di Milva, la sua fortuna, le fonti di ispirazione, i rapporti umani e professionali. Comprende: materiali audio e video; musica scritta e materiali per l'esecuzione; materiale fotografico; libri e altri scritti su Milva; materiale promozionale; premi e riconoscimenti nazionali e internazionali. I materiali pervenuti sono stati inventariati e catalogati con gli strumenti del catalogo del Polo bolognese SBN/UBO e di Archivi ER - Sistema informativo partecipato degli archivi storici, Settore Patrimonio culturale della Regione Emilia-Romagna.
Una parte dei materiali dell'archivio sono stati esposti alla mostra In arte, Milva, aperta al pubblico dal 23 novembre 2023 al 4 febbraio 2024 presso il Museo internazionale e biblioteca della musica di Bologna.

## Discografia

### Album in studio
- 1961 – 14 successi di Milva (Cetra, LPB 35014)
- 1962 – Milva canta per voi (Cetra, LPB 35018)
- 1963 – Da Il Cantatutto con Milva e Villa (Cetra, LPB 35019)
- 1963 – Le canzoni del Tabarin - Canzoni da cortile (Cetra, LPB 35023)
- 1965 – Canti della libertà (Cetra, LPB 35027)
- 1966 – Milva (Cetra, LPB 35030)
- 1967 – Milva (Ricordi, MRL 6057)
- 1968 – Tango (Ricordi, SMRL 6058)
- 1969 – Un sorriso (Ricordi, SMRL 6066)
- 1970 – Canzoni di Edith Piaf (Ricordi, SMRL 6071)
- 1970 – Ritratto di Milva (Ricordi SMRL 6073)
- 1971 – Milva canta Brecht (Ricordi SMRL 6080)
- 1972 – La filanda e altre storie (Ricordi SMRL 6093)
- 1972 – Dedicato a Milva da Ennio Morricone (Ricordi SMRL 6098)
- 1973 – Sognavo, amore mio - con Francis Lai (Ricordi SMRL 6100)
- 1974 – Sono matta da legare (Ricordi SMRL 6135)
- 1975 – Libertà (Ricordi SMRL 6172)
- 1977 – Milva (Ricordi SMRL 6207)
- 1979 – La mia età (Ricordi SMRL 6249)
- 1980 – La Rossa (Ricordi SMRL 6265)
- 1982 – Milva e dintorni (Ricordi SMRL 6286)
- 1983 – Identikit (Ricordi SMRL 6307)
- 1985 – Corpo a corpo (Ricordi SMRL 6330)
- 1986 – Tra due sogni (Ricordi SMRL 6362)
- 1988 – Milva (Ricordi SMRL 6383)
- 1989 – Svegliando l'amante che dorme (Ricordi SMRL 6409)
- 1993 – Uomini addosso (Ricordi SMRL 6461)
- 1994 – Café Chantant (album promozionale Lavazza non in vendita, allegato al volume Café Chantant) (Lavazza ELCD 1)
- 1997 – Mia bella Napoli (Polydor – 539 071-2)
- 1998 – Milva canta Thanos Mikroutsikos (Agorá – AG 167.1) (pubblicato nel 1994 in Grecia e Giappone con il titolo Volpe D'Amore - Αλεπού Της Αγάπης)
- 1999 – I love Japan - Milva ha incontrato Shinji (pubblicato nel 1996 in Giappone e nel 1999 in Germania con il titolo Fammi Luce - Milva Ha Incontrato Shinji) (GO! Music – GO! 0599-2)
- 2000 – Hotel Astor (Aura Music ETN 002) - TangoSeis Special Guest Milva (distribuito anche come Hommage a Astor Piazzolla)
- 2004 – Sono nata il 21 a primavera - Milva canta Merini (Edel, NAR International, Documents 10904-2)
- 2007 – In territorio nemico (NAR International NAR 10107 2)
- 2010 – Non conosco nessun Patrizio (Universal Music 0602527485010)

### Colonne sonore
- 1965 – Milva (Cetra, LPB 35029) (dallo spettacolo Ma... cos'è questa crisi?, del Piccolo teatro di Milano)
- 1969 – Angeli in bandiera - con Gino Bramieri, Toni Ucci, Solveig D'Assunta e I Cantori Moderni di Alessandroni (colonna sonora incisa in studio dello spettacolo teatrale omonimo)
- 1994 – Milva In La Storia Di Zaza (colonna sonora incisa in studio dello spettacolo teatrale omonimo)

## Videografia
- 1989 - Canzoni tra le due guerre (VHS, Ricordi)
- 1992 - Alta classe (VHS, Video Rai)
- 2005 - Milva canta live Merini (DVD, Nar International)
- 2008 - Milva canta Brecht (DVD, Nar International)

## Partecipazioni al Festival di Sanremo
- Festival di Sanremo 1961: Il mare nel cassetto (in coppia con Gino Latilla) (3º posto)
- Festival di Sanremo 1962: Tango italiano (in coppia con Sergio Bruni) (2º posto) e Stanotte al luna park (in coppia con Miriam Del Mare) (5º posto)
- Festival di Sanremo 1963: Ricorda (in coppia con Luciano Tajoli) (5º posto) e Non sapevo (in coppia con Gianni La Commare) (10º posto)
- Festival di Sanremo 1964: L'ultimo tram (in coppia con Frida Boccara) (non finalista)
- Festival di Sanremo 1965: Vieni con noi (in coppia con Bernd Spier) (2º posto a pari merito con gli altri partecipanti)
- Festival di Sanremo 1966: Nessuno di voi (in coppia con Richard Antony) (9º posto)
- Festival di Sanremo 1967: Uno come noi (in coppia con Los Bravos) (non finalista)
- Festival di Sanremo 1968: Canzone (in coppia con Adriano Celentano) (3º posto)
- Festival di Sanremo 1969: Un sorriso (in coppia con Don Backy) (3º posto)
- Festival di Sanremo 1972: Mediterraneo (12º posto)
- Festival di Sanremo 1973: Da troppo tempo (3º posto) - Premio eleganza (Lady Festival)
- Festival di Sanremo 1974: Monica delle bambole (4º posto a pari merito con gli altri partecipanti)
- Festival di Sanremo 1990: Sono felice (4º posto a pari merito con gli altri partecipanti)
- Festival di Sanremo 1993: Uomini addosso (non finalista)
- Festival di Sanremo 2007: The Show Must Go On (finalista)

### Come ospite
- Festival di Sanremo 1981: canta La Rossa
- Festival di Sanremo 2018: Premio alla carriera (ritirato da sua figlia)

Con quindici presenze, ma nessuna vittoria, Milva detiene il record di partecipazioni al Festival insieme a Peppino Di Capri, Toto Cutugno, Al Bano e Anna Oxa. Sono un record inoltre le nove partecipazioni consecutive dal 1961 al 1969.

## Filmografia
- Canzoni a tempo di twist, regia di Stefano Canzio (1962)
- La bellezza di Ippolita, regia di Giancarlo Zagni (1962)
- Appuntamento in Riviera, regia di Mario Mattoli (1962)
- D'amore si muore, regia di Carlo Carunchio (1972)
- Via degli specchi, regia di Giovanna Gagliardo (1982)
- Illusione, regia di Victor J. Tognola (1984)
- Mon beau-frère a tué ma soeur, regia di Jacques Rouffio (1986)
- Ovunque tu sia (Wherever You Are...), regia di Krzysztof Zanussi (1988)
- Prisonnières, regia di Charlotte Silvera (1988)
- Amaurose, regia di Dieter Funk (1991)
- Celluloide, regia di Carlo Lizzani (1995)

### Televisione
- Gesualdo - Morte per cinque voci (Tod für fünf Stimmen), regia di Werner Herzog – documentario TV (1995)
- Milva, diva per sempre, regia di Angelo Longoni (2024) – documentario TV

## Teatro
- 1964-1965: Canti della libertà, regia di?
- 1965: Poesia e canzoni di Bertold Brecht, regia di Giorgio Strehler
- 1965: Ma... cos'è questa crisi?, regia di Raffaele Maiello
- 1967: Io, Bertolt Brecht, regia di Giorgio Strehler
- 1968: Ruzante, regia di Gianfranco De Bosio
- 1969: La cantata del mostro lusitano, regia di Giorgio Strehler
- 1969: Angeli in bandiera, regia di Garinei e Giovannini
- 1973: L'opera da tre soldi, regia di Giorgio Strehler
- 1975: Io, Bertolt Brecht n. 2, regia di Giorgio Strehler
- 1978: Diario dell'assassinata, regia di Gino Negri
- 1978: Orfeo all'inferno, regia di Vito Molinari
- 1979: Io, B.B., regia di?
- 1979: Canzoni tra le due guerre, regia di Filippo Crivelli
- 1981: I sette peccati capitali, regia di Marcello Panni
- 1982: La vera storia, regia di Maurizio Scaparro
- 1982: Io, Bertolt Brecht n. 3, regia di Giorgio Strehler
- 1984: El tango, regia di Filippo Crivelli
- 1986: L'opera da tre soldi (II edizione) regia di Giorgio Strehler
- 1986-1988: L'angelo azzurro regia di Roland Petit
- 1987: El tango, regia di Filippo Crivelli
- 1987-1989: I sette peccati capitali (II edizione) regia di Marcello Panni
- 1990: Lulu, regia di Mario Missiroli
- 1992: Canzoni tra le due guerre (II edizione)
- 1992: Servus Du
- 1993: Il pipistrello, regia di Peter Maag
- 1993: Milva e le sue tre B
- 1993: La storia di Zazà, regia di Giancarlo Sepe
- 1994: La vera storia (II edizione)
- 1995-1996: Non sempre splende la luna - Milva canta un nuovo Brecht, regia di Giorgio Strehler
- 1996: La vera storia, terza edizione
- 1996: Tosca, ovvero prima dell'alba, regia di Marco Parodi
- 1996: I sette peccati capitali (III edizione) regia di Marcello Panni
- 1997: Canzoni tra le due guerre (III edizione)
- 1997: Maria de Buenos Aires, regia di Filippo Crivelli
- 2000: I sette peccati capitali, regia di Marcello Panni
- 2000: Maria de Buenos Aires (II edizione) regia di Emmanuel Bohn
- 2000: Peter Uncino, regia di Giorgio Gallione
- 2002: Maria de Buenos Aires (II edizione) regia di Roberto Innocente
- 2002: Il pipistrello, regia di Henning Brockhous
- 2009: La Variante di Lüneburg, musical diretto da Valter Sivilotti

## Programmi televisivi
- Carosello (Programma Nazionale, 1962-1963, un ciclo di sketch in cui pubblicizzava il caffè Bourbon della Samer-Samaja Mercantile)
- Il cantatutto (Programma Nazionale, 1963-1964)
- E un po' per nostalgia (Programma Nazionale, 1964)
- Milva Club (Secondo Programma, 1965)
- Senza rete (Programma Nazionale, 1968)
- Milva racconta Milva (Programma Nazionale, 1968)
- Io, Bertold Brecht (Programma Nazionale, 1968)
- Tema Tango (Programma Nazionale, 1969)
- Milva: omaggio a Edith Piaf (Secondo Programma, 1970)
- Mai di sabato signora Lisistrata (Programma Nazionale, 1971)
- Un Mandarino Per Teo (Programma Nazionale, 1971)
- Dedicato a Milva (Secondo Programma, 1974)
- A tempo di tip tap (Programma Nazionale, 1974)
- Canzoni per la libertà (Rete 2, 1976)
- Auditorio A (Rete 2, 1977)
- Canzoni fra due guerre (Rete 1, 1979)
- Palcoscenico (Rete 1, 1980-1981)
- Buonasera con...Milva (Rete 2, 1982)
- Milva e dintorni (Rete 2, 1982) regia di Mauro Macario
- Ho ancora una valigia a Berlino (Rai 3, 1983)
- Al Paradise (Rai 1, 1983)
- Dicono di me...Milva (Rai 2, 1984)
- Di che vizio sei? (Rai 1, 1988)
- Europa Europa (Rai 1, 1990)
- Milva, diva per sempre (Rai 3, 2024) - Speciale a lei dedicato